# Winston Churchill
The Right Honourable sir Winston Leonard Spencer Churchill, britanski novinar, častnik, državnik, slikar, pisatelj, nobelovec, * 30. november 1874, Blenheim Palace, Woodstock, grofija Oxfordshire, Anglija, † 24. januar 1965, London.
Bil je dvakrat predsednik vlade Združenega kraljestva, kot lord admiralitete je bil za kratek čas pomemben vojni politik prve svetovne vojne, kot predsednik vojne vlade pa je prebil drugo svetovno vojno. Nagrajen je bil z Nobelovo nagrado za književnost leta 1953, pomemben pa je tudi kot zgodovinar. Zaradi bogatega zgodovinskega znanja, študiozne narave upravljanja z državo in imperijem ter pomembnim odločitvami pri urejanju svetovne ureditve tako pred drugo svetovno vojno kot po njej,  je še vedno pomembna osebnost, ko v današnjem času razmišljamo o imperijih in človekovih pravicah.
Poznan je kot oseba z veliko energije, vedno je imel rad kubanske cigare in viski, veliko truda je posvetil izobrazbi in je tudi po cel dan posvetil pripravi na enourni govor v parlamentu. Kot oseba z motnjo v govoru zaradi vraščenega jezika je veliko dal na nastope, retoriko in besedno izražanje.

## Poreklo, šolanje in vojaška služba
Bil je sin britanskega politika lorda Randolpha Churchila in ameriške milijonarske hčerke Jenie Jerome. Po očetovi strani je spadal med visoko angleško plemstvo (njegov ded sir John Winston Spencer Churchill je bil sedmi vojvoda Marlboroughski. Kot tretji sin Randolph Churchill ni podedoval lordskega naziva, se je pa podobno kot njegov sin zato resno lotil politike. Randolph je sina v celoti prepustil zasebnemu šolanju, Winston je zelo navezan na svojo varuško, ob šolanju pa redno in bogato piše svoji materi, saj mu oče le redko odpiše. Četudi je njegov oče pomemben in viden politik, doživi višek kariere kot del kabineta odgovoren za Burmo, Britansko Indijo in provinco Aden, četudi je večkrat bil blizu mesta ministrskega predsednika. Zadnja leta njegovega življenja so bila duševno okrnjena zaradi bolezni. 
Winstonovo poreklo kot tudi očetov položaj mu je zagotovilo sprejem v elitne šole. Od 1881 do 1892 je obiskoval šole v Ascotu, Brightonu in Harrowu. Z veliko truda si je pridobil nekaj klasične izobrazbe in starih jezikov, redno pisanje pisem svoji mami pa je tudi bila dobra vaja za pisanje. Avtoritativen šolski sistem mu ni ustrezal in večkrat ni izdelal razreda. Po očetovi oceni, ko je videl mladega Winstona se igrati z vojački, so ga vpisali v vojaško akademijo. Po šolanju se je potegoval za sprejem v oborožene sile, vendar dvakrat ni opravil sprejemnega izpita. Leta 1893 je prišel kot kadet v Sandhurst in z 21. leti je postal konjeniški poročnik v 4. huzarskem regimentu. Tu je spoznal, da je »rojen bojevnik«. Svoji materi večkrat piše kako pomembno mu je, da se dokaže v bitki, zelo zgodaj pokaže tudi močno željo po kasnejši uveljavitvi v politiki, kjer je z opaznim interesom opazoval očetove padce in vzpone.
Na bojišču, daleč od šolskega pritiska, se je pokazal še kot poročevalec in objektivni novinar iz vojnih vrst, kasneje pa tudi pisec kratkih prijetnih zgodbic, kar se je pokazalo za dober način, da se uveljavlja poleg v vojski tudi doma in pri tem tudi zasluži nekaj denarja. Do konca življenja je imel kot novinar in avtor knjig izpiljen slog, veliko truda je vlagal tudi v svoje govore.
Med letoma 1895 in 1901 je doživel kot vojak in vojni poročevalec 5 vojn: na Kubi, v Indiji in v drugih delih britanskega kraljestva. V bitki pri Omadurju v Sudanu je sodeloval v enem od zadnjih napadov konjenice v svetovni zgodovini. Ko je bil v prvi burski vojni ujet, se mu je posrečil spektakularen pobeg, ki je bil zelo odmeven doma, a ni bil povsem tovariševski do svojih sojetnikov ob tem. Iz tega obdobja je trening v igri pola, kjer se izkaže za močnega, spretnega igralca z veliko energije.

## Politični vzpon
Že leta 1899 se je neuspešno potegoval za sedež v spodnjem domu britanskega parlamenta. Po povratku iz burske vojne je bil kot konzervativec (Tory) izvoljen. Kot pristaš proste trgovine in nasprotnik carin je prešel med liberalce (Whig). Vzrok je bil spor okoli vprašanja »prosta trgovina ali zaščitne carine«.
Leta 1908 spozna Clementine Hozier in se naglo zaljubi. Še istega leta se poročita in ostaneta skupaj poročena več kot 56 let. Skupaj sta imela 5 otrok.
V letih po 1906 je presenetil prijatelje in sovražnike s svojo sposobnostjo kot podsekretar za kolonije, kot minister za gospodarstvo in kot minister za notranje zadeve. Ko se je začel zaostrovati nemško - britanski pomorski konflikt ga premier Asquith 1911 imenoval za prvega lorda admiralitete (ministra za vojno mornarico). Njegova najpomembnejša odločitev v tej vlogi pred prvo svetovno vojno je bila sprememba goriva za kotle na vojnih ladjah s premoga na nafto, kar je bistveno povečalo njihov akcijski radij.

### Prva svetovna vojna in življenje po vojni
Kot član kabineta (vlade) in poveljnik Kraljeve vojne mornarice je sodeloval pri vseh bistvenih odločitvah vojne strategije.
Največji polom za mornarnico je bil njegov načrt, da bi Nemčijo in Avstro-Ogrsko napadli preko njune zaveznice Turčije z juga. Izkrcanje zavezniških čet na polotoku Gallipoli pri Dardanelah je bil zaradi oklevanja in zapletov takrat krvavo odbit. Moral je prevzeti posledice in je 18.maja 1915 odstopil. Mnogi so že tedaj spoznali njegov potencial, saj šteje ta njegova strategija za enega zadnjih izvirnih idej v vojnah. Časopis Observer je napisal: »Je še mlad, ima pa srce leva. Čas njegovega triumfa bo še prišel«. O doživljanju prve svetovne vojne je napisal knjigo Svet v krizi. V novembru se je javil v oborožene sile in odšel v Francijo, kjer je kot major poveljeval bataljonu. 
Leta 1916 je zopet uspešno kandidiral za mesto v domu predstavnikov ljudstva. Zaradi poraza ni bil do konca vojne več dobrodošel član kabineta, četudi so ga uporabljali za marsikaj. Pomembno je kot politik prispeval tudi pri zgodnjem razvijanju v mornarnici tanka kot ladje (vozila), ki bo lahko prevozila jarke. Bil je tudi med prvimi, ki je spoznal bodočo vlogo vojnega letalstva in podpiral razvoj v to smer. Do padca vlade Lloyda Georga leta 1922 je vodil vojno ministrstvo in ministrstvi za zračni promet in kolonije.
Sam se po vojni ne prepozna v liberalni stranki, težave pa mu povzročajo tudi stališča delavske stranke, katere sistem socializem je po njegovem neustaven. Tako si želi ustanoviti svojo lastno stranko konstitucionalistov, ki pa žal ne more nastati, saj mu ponudijo mesto v vladi. Leta 1924 je ponovno vstopil v konservativno stranko in novembra postal davčni minister in je to ostal do padca vlade 1929. Uvedel je zlato podlago za denar, kar je povzročilo veliko brezposelnost in klice k stavkam. Med svetovnima vojnama se vzpostavlja narodna debata o socializmu in delavska stranka in njen vpliv opazno rasteta. Nasprotoval je popuščanju pri vprašanju indijske samostojnosti. Ker je v skrbi za finance omejeval proračun namenjen oboroževanju, je bil najglasnejši in najbolj odločen v nasprotovanju do nacistične Nemčije, ki je s kršenjem pogodb investirala vsa sredstva v proizvodnjo orožja in ladij in letalstva, in bil proglašen za vojnega hujskača. Kot tak je bil ponovno izločen iz kabineta vlade in bil tako izločen iz vladne stranke in postavljen v negotov položaj. Zaradi njegovih stališč je bil večkrat zasmehovan in javno kritiziran, njegova žena je večkrat poslušala žaljive pripombe na možev račun, tudi protestno zapustila zabave. Tako je bil 10 let pred začetkom II. svetovne vojne prepuščen politični osami, a še vedno precej zanimiv kot javna osebnost in pisec. Njegova pozicije je bila tudi dvomljiva z ozirom, da je njegov bratranec lord Londonderry v istem obdobju navdušen nad nemškimi rešitvami gospodarske krize. 
Umaknil se je na posestvo Chartwell in se posvetil slikarstvu ter pisanju. Posvetil se je zgodovinopisju. Prva njegova knjiga o prvi svetovni vojni je bila ena prvih knjig, kjer je udeleženec zgodovine napisal svoj pogled na nedavno prestale dogodke za bralce. Napisal je tudi zgodovino prvega lorda slavne plemiške rodbine Marlborough in svojega prednika, v tem obdobju pa se je lotil pisanja zgodovine vseh angleško govorečih ljudi, knjigo velikega obsega, ki pa je bila zaključena in objavljena šele po 2.svetovni vojni. Pri raziskovanju si je pomagal z mladimi raziskovalci in tajnicami. Posvetil se je gradnji, popravljanju svojega posestva, ponudil je družbo pomembnim vrstnikom kakršen je bil Lawrence Arabski, Charliejem Chaplinom in podobni. Z vnovično kandidaturo je bil izvoljen, a njegovi govori so bili namenjeni izpraznjeni dvorani, tudi pisanje člankov je redkokdaj cenjeno, saj večino pisanja namenja grozečim razmeram v Nemčiji. Pomaga si z obvestili in zbiranjem informacij iz različnih virov o nemškem (prekomernem) in britanskem (ne)oboroževanju. Izpostavi se tudi v bran kralju Edvardu VIII pred njegovo abdikacijom. 

### Povratek v vlado
Churchillovih svaril pred nacistično Nemčijo dolgo niso jemali resno. Po priključitvi Avstrije in vstopu Nemcev v Češkoslovaško so ga zopet začeli poslušati volivci, a stranka je bila izrazito pacifistična in zadržana nasproti ideji skorajšnje vojne. Premier Neville Chamberlain ga je ponovno imenoval za prvega lorda admiralitete zaradi pritiska svojih volivcev, načrtoval je izkrcanje v norveškem Narviku (da bi presekal oskrbovanje Nemčije z železovo rudo), vendar so morali akcijo prekiniti, saj so jih Nemci prehiteli. 
Britanski imperij je bil ogrožen prav tako z odcepom Indije. Uvedba dominiona nad Indijo in pogajanja o novi indijski ustavi so bila za Churchilla ljuba tema, saj je temu izrazito kljuboval, zato je bil še dodatno neprijeten za svojo stranko, ki je tedaj skrbela za pogajanja ob osamosvajanju Indije. Osamosvojitev Indije je bila po njegovem možna le ob ureditvi odnosov med hindujci in muslimani ter kvalitetno rešitvijo minimalnih pravic nedotakljivi kasti. Le tolikšna civiliziranost bi po njegovem omogočila, da Indija ne razpade v hudo krizo ob osamosvojitvi od Britanskega imperija. Ob zasebnem razgovoru z indijskim podjetnikom je prosil, naj poskrbijo za dvig staleža vseh indijcev. Za čas Gandhijevega posta v zaporu, ko je imel tudi sicer težave, je Churchill bil nemilosten do njega in mu ni želel popustiti, četudi se je tudi sam takrat, med vojno, ukvarjal s hudim prebolevanjem pljučnice in utrpel tudi manjšo kap.

## Vojni premier
Nemška zasedba Poljske, Danske, Norveške, Luksemburga, Nizozemske in Belgije ter grozeč zlom Francije so povzročili, da je premier Chamberlain izgubil vso podporo pri ljudstvu in v parlamentu. Moral je odstopiti in čeprav so Churchilla krivili za polom pri Narviku, je bil edini možni naslednik. 10. maja 1940 je skupaj z liberalno stranko ustanovil novo vlado. Poleg premierskega položaja je obdržal še vojno ministrstvo.

### Nevarnost invazije in zračna bitka
Churchillovi prvi veliki nalogi sta bili evakuacija premaganega ekspedicijskega korpusa iz Dunkerqueja in obramba pred invazijo. Za drugo je prve ukrepe sprejel takoj po nastopu kot premier. Letalski proizvodnji je dodelil najvišjo prioriteto in zadolžil zanjo lorda Beaverbrooka. Ne nazadnje zaradi dosežkov Beaverbrooka in letalskega maršala Hugha Dowdinga je kraljevo vojno letalstvo (Royal Airforce) zadalo Nemčiji v letalski bitki za Britanijo prvi pomembni poraz.
Ukazal je potopiti francosko sredozemsko floto v oranskem pristanišču, pri čemer je umrlo 1.267 francoskih mornarjev. Potrebno je bilo namreč preprečiti, da bi po premirju med Nemčijo in Vichyjevsko vlado prišla v roke nemški vojni mornarici. 
Nemški načrt za invazijo (Operacija Morski lev) so jeseni 1940 vedno znova prestavljali in spomladi 1941 dokončno opustili. V tem času so nemški bombniki stalno napadali London in mesta v južni Angliji.

### Novi zavezniki
Dokler je bila Velika Britanija sama v boju proti Tretjemu rajhu, je lahko skrbel Churchill samo za to, da ne izgubi vojne. Jasno pa mu je bilo, da je zmaga mogoča samo v sodelovanju z ZDA. Veliko je računal na dobro sodelovanje s predsednikom Franklinom D. Rooseveltom. Ta pa pred ponovnimi volitvami v novembru 1940 ni mogel tvegati, da bi ZDA direktno vpletel v evropsko vojno.
Kljub temu je dosegel, da so Veliko Britanijo preko Atlantika oskrbovali z življenjsko potrebnima hrano in orožjem. 11. marca 1941 je na Churchillovo pobudo Roosevelt dosegel sprejem zakona o posojilu in najemu, ki je omogočil, da so posodili Veliki Britaniji nujno potrebne vojne ladje.
14. avgusta 1941 sta se Churchill in Roosevelt srečala sredi Atlantika na bojni ladji Prince of Wales. Podpisala sta Atlantsko listino, ki je določala osnove povojne ureditve in organizacije Združenih narodov.
Medtem se je položaj Velike Britanije zboljšal. Napad na Balkan in posredovanje v Severni Afriki je zmanjšalo letalske napade, po napadu na Sovjetsko zvezo 22. junija 1941 pa Velika Britanija ni bila več edina država, ki se je bojevala s Tretjim rajhom. Kljub nezaupanju je Churchill takoj ponudil Stalinu pomoč in že oktobra so bile poslane prve dobave v Sovjetsko zvezo. Prva pomembna mednarodna konferenca je bila v Teheranu.
Četudi je bil po prepričanju mož prostega trga, se je zavzel za Stalina, da bi tako utrdil vojno sodelovanje. Ves čas vojne je želel, da invazija nastopi preko Sredozemlja. ZDA so z vstopom v vojno prevzele tudi primat na svetovnem prizorišču, saj so bile same zdaleč najmanj oškodovane. Med oktobrom 1944, sta on in Anthony Eden (konzervativni politik in Churchillov politični naslednik) bila v Moskvi za srečanje s sovjetskim vodstvom. Tedaj so sovjetske sile pričele vstopati v ozemlje različnih vzhodnoevropskih in srednjeevropskih držav. Churchill je nastopil s predlogom, da do konference v Jalti, ki bo pravno določila novo ureditev, mora obstajati nek medvojni sporazum o tem, kdo bo kaj upravljal. Eden najbolj pomenljivih sestankov je bil opravljen 9. oktobra 1944 v Kremlju med Churchillom in Stalinom. Med sestankom so razpravljali o težavah v Poljski in balkanskih državah. Churchill je rekel Stalinu:
Balkan in razmere tam naj bodo tu dogovorjene. Vaše vojske so v Romuniji in Bolgariji. Tam imamo interese, misije in agente. Ne dovolite, da se zapleteva pri malih zadevah. Za zdaj, med Britanijo in Rusijo, kako bi bilo za vas, če bi 90 odstotkov prevlade v Romuniji imeli vi, recimo 90 prevlade bi imeli mi v recimo Grčiji, pri Jugoslaviji pa greva 50-50?
Stalin se je strinjal s tem dogovorom o odstotkih, to je potrdil z dotikom lista papirja med poslušanjem prevoda. Leta 1958, pet let po javni objavi sestanka v Churchillovi knjigi Druga svetovna vojna, so avtoritete Sovjetske zveze zavrnile, da bi Stalin sprejel takšen »imperialističen« dogovor.
Eden od zaključkov jaltske konference je bil, da zavezniške sile vrnejo vse sovjetske državljane, ki jih najdejo v zavezniški coni, nazaj v Sovjetsko zvezo. To je posledično pomenilo vrnitev vseh vojnih ujetnikov sovjetske zveze, ki so jih osvobodile zavezniške sile, a je pomenilo tudi vrnitev vseh vzhodnoevropskih beguncev. Aleksander Solženicin je imenoval operacijo Keelhaul »zadnjo skrivnost« druge svetovne vojne. Operacija je odločila o usodi do 2 milijonov povojnih beguncev, ki so bežali iz Vzhodne Evrope. Sledila je Potsdamska konferenca. 

## Povojno življenje
Prve povojne volitve je Churchill izgubil in na oblast je prišla delavska stranka. Naslednjih 6 let je bil vodja opozicije v Spodnjem domu. Njegovo predavanje na Westminster kolidžu v Fultonu, ZDA, kjer je uporabil izraz »železna zavesa«, je postalo prerokba, četudi je bil odziv na to predavanje predvsem kritično. Velja za pomembnega vizionarja Evropske unije, ki je zagovarjal jasna pravna pravila med državami Evrope in tako preprečevanje takšnih nepravilnosti, ki bi pomenili svetovni konflikt. 
Konzervativna stranka je zopet zmagala leta 1951 in Churchill se je ponovno vselil na Downing Street 10. Vztrajal je na ohranjanju moči svoje države in potegnil mnoge odločne poteze. Tako se je zavzemal za omejitev emigracij Indijcev, gradnjo domov/hiš za prenovo bombardiranih gradenj in si prizadeval nadaljevati trdne odnose z ZDA in tedanjih predsednikom Dwightom Einsenhowerjem. Po Stalinovi smrti je želel vzpostaviti tudi trdnejše odnose s Sovjetsko zvezo, a to ni bilo po volji ZDA. Leta 1953 je bil imenovan za viteza reda Hlačne podveze, dedni plemiški naslov pa je odklonil.  

### Smrt in pogreb
Med mandatom je doživel več srčnih napadov in leta 1955 predčasno odstopil. Nasledil ga je Anthony Eden, tedaj minister za zunanje zadeve. Do smrti, ko je bil star 90 let, je živel odmaknjeno skupaj z ženo Clementine. John F. Kennedy ga je imenoval za častnega državljana ZDA, a zaradi bolezni ni mogel priti na razglasitev v Washington. Potem, ko je 12. januarja 1965 doživel svojo zadnjo kap, je Churchill preminil 24. januarja istega leta, na 70 let kasneje na dan smrti svojega očeta. Njegov sin Randolph je umrl kmalu za njim.
Šlo je za enega najbolj množičnih pogrebov tistega časa po smrti Johna F. Kennedya. Pogreb je bil predvajan po celem svetu. Z izjemo Kitajske so vse države sveta poslale svojega predstavnika na pogreb. Kot pomemben Anglež ima spomenik tudi v Westminstru.

## Književnik, pisec, zgodovinar
Winston Spencer Churchill je bil plodovit pisec, podpisoval se je Winston S. Churchill, predvsem zato, ker je v istem času deloval uveljavljen romanopisec iz ZDA z istim imenom. Zato je Spencer oziroma inicialka S postala pomemben del piščeve identitete. 
Churchillova prva plačana služba je bila serija člankov o Kubanski vojni za neodvisnost. Tekom svojega življenje mu je bilo poleg politike pisanje najpomembnejši vir zaslužka, napisal je 8 do 10 milijonov besed v več kot 40 knjigah, tisočih člankih za revije in časopise (pomemben nadpovprečno dobro plačan sindikaliziran kolumnist za angleškogovoreče časopise) ter vsaj dva filmska scenarija. Kot pisatelj se je močno naslanjal na raziskovanje angleških študentov zgodovinopisja, njihove povzetke in akademska dela, za njihovo delo jih je tudi plačal. Večina pisateljevanja je bila posledica sodelovanja med Churchillom in tajnikom, saj je knjigo narekoval, nato pa večkrat revidiral osnutke, podobno metodo je imel tudi pri pisanju govorov.
Roman Savrola, ki ga je napisal okoli časa, ko je bil vojak, je Churchillovo največje leposlovno delo. Kot roman je precej običajen v svojem žanru, ozadje za zgodbo pa je revolucija v izmišljeni evropski državi. Nekaj likov ima prepoznavne značilnosti članov njegove družine. Tudi njegova druga knjiga River War (1899) je bila napisana, ko je bil Winston še britanski vojak. Tokrat je že zgodovinska, vsebuje poročilo o britanskem osvajanju Sudana in poročilo iz bitk ter nekaj zbranih informacij o muslimanskih nasprotnikih in preroku, ki želi ponovno osvojiti Egipt. Sicer so knjige bile praviloma vsaj deloma zgodovinopisje pri čemer je ogromno vložil v kvalitetno študiozno ugotavljanje dejstev, odlikoval pa ga je tudi avanturističen, deloma epičen, celo dramatično bombastičen slog pisanja.
Pomen Churchillovega pisanja je predvsem akademska raziskanost mnogih zgodovinskih okoliščin, kritiziranje britanske kolonialne politike, ki se naj ne bi poglobila dovolj v zgodovino ljudstev, s katerimi ima opravka, povzdigovanje poguma vojščakov. Ker se je mnogega zgodovinskega pisanja lotil kot nekdanji predsednik vlade, je mnogokrat izkazano, da je napisal uradno zgodovino druge svetovne vojne, ali vsaj uradno zgodovino te vojne s stališče Britanskega imperija, katerega pričevalec in predstavnik je tedaj bil.  

### Pomembnejša dela
- The Story of the Malakand Field Force (1898)
- The River War (1899)
- Savrola (1900)
- Lord Randolph Churchill (1906)
- For Free Trade (1906)
- Liberalism and the Social Problem (1909)
- The People’s Rights (1910)
- The World Crisis (1923–1931) (zgodovina 1.svetovne vojne)
- My Early Life: A Roving Commission (1930)
- India (1931)
- Thoughts and Adventures (Amid These Storms) (1932)
- Marlborough: His Life and Times (1933–1938)
- Great Contemporaries (1937)
- Arms and the Covenant or While England Slept: A Survey of World Affairs, 1932–1938 (1938)
- Step by Step 1936–1939 (1939)
- Addresses Delivered in the Year 1940 (1940)
- Broadcast Addresses (1941)
- Into Battle (Blood Sweat and Tears) (1941)
- The Unrelenting Struggle (1942)
- The End of the Beginning (1943)
- Onwards to Victory (1944)
- The Dawn of Liberation (1945)
- Victory (1946)
- Secret Sessions Speeches (1946)
- War Speeches 1940–1945 (1946)
- The Second World War (1948–1954)
- The Sinews of Peace (1948)
- Painting as a Pastime (1948)
- Europe Unite (1950)
- In the Balance (1951)
- The War Speeches 1939–1945 (1952)
- Stemming the Tide (1953)
- A History of the English-Speaking Peoples (1956–1958)
- The Unwritten Alliance (1961)

Leta 1953 je prejel Nobelovo nagrado za književnost za svoj obširni literarni opus, predvsem v šestih zvezkih izdano delo Druga svetovna vojna. Na podelitvi je bilo obrazloženo, da je prejel nagrado »za mojstrstvo pri popisovanju tako zgodovinskih in biografskih okoliščin in brilijanten glas v branjenju vzvišenih človeških vrednot«.

## Predniki
|  |                                                  |  |  |  |  |  |  |  |  |  |  |  |  |  |  |  |
|  | George Spencer-Churchill, vojvoda Marlboroughški |  |  |  |  |  |  |  |  |  |  |  |  |  |  |  |
|  |                                                  |  |  |  |  |  |  |  |  |  |  |  |  |  |  |  |
|  |                                                  |  |  |  |  |  |  |  |  |  |  |  |  |  |  |  |
|  | George Spencer-Churchill, vojvoda Marlboroughški |  |  |  |  |  |  |  |  |  |  |  |  |  |  |  |
|  |                                                  |  |  |  |  |  |  |  |  |  |  |  |  |  |  |  |
|  |                                                  |  |  |  |  |  |  |  |  |  |  |  |  |  |  |  |
|  | Lady Susan Stewart                               |  |  |  |  |  |  |  |  |  |  |  |  |  |  |  |
|  |                                                  |  |  |  |  |  |  |  |  |  |  |  |  |  |  |  |
|  |                                                  |  |  |  |  |  |  |  |  |  |  |  |  |  |  |  |
|  | John Spencer-Churchill, vojvoda Marlboroughški   |  |  |  |  |  |  |  |  |  |  |  |  |  |  |  |
|  |                                                  |  |  |  |  |  |  |  |  |  |  |  |  |  |  |  |
|  |                                                  |  |  |  |  |  |  |  |  |  |  |  |  |  |  |  |
|  | George Stewart, Gallowayski grof                 |  |  |  |  |  |  |  |  |  |  |  |  |  |  |  |
|  |                                                  |  |  |  |  |  |  |  |  |  |  |  |  |  |  |  |
|  |                                                  |  |  |  |  |  |  |  |  |  |  |  |  |  |  |  |
|  | Lady Jane Stewart                                |  |  |  |  |  |  |  |  |  |  |  |  |  |  |  |
|  |                                                  |  |  |  |  |  |  |  |  |  |  |  |  |  |  |  |
|  |                                                  |  |  |  |  |  |  |  |  |  |  |  |  |  |  |  |
|  | Lady Jane Bailey Paget                           |  |  |  |  |  |  |  |  |  |  |  |  |  |  |  |
|  |                                                  |  |  |  |  |  |  |  |  |  |  |  |  |  |  |  |
|  |                                                  |  |  |  |  |  |  |  |  |  |  |  |  |  |  |  |
|  | Lord Randolph Spencer-Churchill,                 |  |  |  |  |  |  |  |  |  |  |  |  |  |  |  |
|  |                                                  |  |  |  |  |  |  |  |  |  |  |  |  |  |  |  |
|  |                                                  |  |  |  |  |  |  |  |  |  |  |  |  |  |  |  |
|  | Robert Stewart, Londonderryjski markiz           |  |  |  |  |  |  |  |  |  |  |  |  |  |  |  |
|  |                                                  |  |  |  |  |  |  |  |  |  |  |  |  |  |  |  |
|  |                                                  |  |  |  |  |  |  |  |  |  |  |  |  |  |  |  |
|  | Charles Vane, Londonderryjski markiz             |  |  |  |  |  |  |  |  |  |  |  |  |  |  |  |
|  |                                                  |  |  |  |  |  |  |  |  |  |  |  |  |  |  |  |
|  |                                                  |  |  |  |  |  |  |  |  |  |  |  |  |  |  |  |
|  | Lady Frances Pratt                               |  |  |  |  |  |  |  |  |  |  |  |  |  |  |  |
|  |                                                  |  |  |  |  |  |  |  |  |  |  |  |  |  |  |  |
|  |                                                  |  |  |  |  |  |  |  |  |  |  |  |  |  |  |  |
|  | Lady Frances Vane-Stewart                        |  |  |  |  |  |  |  |  |  |  |  |  |  |  |  |
|  |                                                  |  |  |  |  |  |  |  |  |  |  |  |  |  |  |  |
|  |                                                  |  |  |  |  |  |  |  |  |  |  |  |  |  |  |  |
|  | Sir Henry Vane-Tempest, baronet Wynyarda         |  |  |  |  |  |  |  |  |  |  |  |  |  |  |  |
|  |                                                  |  |  |  |  |  |  |  |  |  |  |  |  |  |  |  |
|  |                                                  |  |  |  |  |  |  |  |  |  |  |  |  |  |  |  |
|  | Lady Frances Vane-Tempest                        |  |  |  |  |  |  |  |  |  |  |  |  |  |  |  |
|  |                                                  |  |  |  |  |  |  |  |  |  |  |  |  |  |  |  |
|  |                                                  |  |  |  |  |  |  |  |  |  |  |  |  |  |  |  |
|  | Anne Katherine McDonnell, Antrimska grofica      |  |  |  |  |  |  |  |  |  |  |  |  |  |  |  |
|  |                                                  |  |  |  |  |  |  |  |  |  |  |  |  |  |  |  |
|  |                                                  |  |  |  |  |  |  |  |  |  |  |  |  |  |  |  |
|  | Winston Churchill                                |  |  |  |  |  |  |  |  |  |  |  |  |  |  |  |
|  |                                                  |  |  |  |  |  |  |  |  |  |  |  |  |  |  |  |
|  |                                                  |  |  |  |  |  |  |  |  |  |  |  |  |  |  |  |
|  | Aaron Jerome                                     |  |  |  |  |  |  |  |  |  |  |  |  |  |  |  |
|  |                                                  |  |  |  |  |  |  |  |  |  |  |  |  |  |  |  |
|  |                                                  |  |  |  |  |  |  |  |  |  |  |  |  |  |  |  |
|  | Isaac Jerome                                     |  |  |  |  |  |  |  |  |  |  |  |  |  |  |  |
|  |                                                  |  |  |  |  |  |  |  |  |  |  |  |  |  |  |  |
|  |                                                  |  |  |  |  |  |  |  |  |  |  |  |  |  |  |  |
|  | Elizabeth Ball                                   |  |  |  |  |  |  |  |  |  |  |  |  |  |  |  |
|  |                                                  |  |  |  |  |  |  |  |  |  |  |  |  |  |  |  |
|  |                                                  |  |  |  |  |  |  |  |  |  |  |  |  |  |  |  |
|  | Leonard Walter Jerome                            |  |  |  |  |  |  |  |  |  |  |  |  |  |  |  |
|  |                                                  |  |  |  |  |  |  |  |  |  |  |  |  |  |  |  |
|  |                                                  |  |  |  |  |  |  |  |  |  |  |  |  |  |  |  |
|  | Reuben Murray                                    |  |  |  |  |  |  |  |  |  |  |  |  |  |  |  |
|  |                                                  |  |  |  |  |  |  |  |  |  |  |  |  |  |  |  |
|  |                                                  |  |  |  |  |  |  |  |  |  |  |  |  |  |  |  |
|  | Aurora Murray                                    |  |  |  |  |  |  |  |  |  |  |  |  |  |  |  |
|  |                                                  |  |  |  |  |  |  |  |  |  |  |  |  |  |  |  |
|  |                                                  |  |  |  |  |  |  |  |  |  |  |  |  |  |  |  |
|  | Sarah Guthrie                                    |  |  |  |  |  |  |  |  |  |  |  |  |  |  |  |
|  |                                                  |  |  |  |  |  |  |  |  |  |  |  |  |  |  |  |
|  |                                                  |  |  |  |  |  |  |  |  |  |  |  |  |  |  |  |
|  | Lady Jennie Jerome Churchill                     |  |  |  |  |  |  |  |  |  |  |  |  |  |  |  |
|  |                                                  |  |  |  |  |  |  |  |  |  |  |  |  |  |  |  |
|  |                                                  |  |  |  |  |  |  |  |  |  |  |  |  |  |  |  |
|  | Ambrose Hall                                     |  |  |  |  |  |  |  |  |  |  |  |  |  |  |  |
|  |                                                  |  |  |  |  |  |  |  |  |  |  |  |  |  |  |  |
|  |                                                  |  |  |  |  |  |  |  |  |  |  |  |  |  |  |  |
|  | Ambrose Hall                                     |  |  |  |  |  |  |  |  |  |  |  |  |  |  |  |
|  |                                                  |  |  |  |  |  |  |  |  |  |  |  |  |  |  |  |
|  |                                                  |  |  |  |  |  |  |  |  |  |  |  |  |  |  |  |
|  | Mehitable Beach                                  |  |  |  |  |  |  |  |  |  |  |  |  |  |  |  |
|  |                                                  |  |  |  |  |  |  |  |  |  |  |  |  |  |  |  |
|  |                                                  |  |  |  |  |  |  |  |  |  |  |  |  |  |  |  |
|  | Clarissa Hall                                    |  |  |  |  |  |  |  |  |  |  |  |  |  |  |  |
|  |                                                  |  |  |  |  |  |  |  |  |  |  |  |  |  |  |  |
|  |                                                  |  |  |  |  |  |  |  |  |  |  |  |  |  |  |  |
|  | David Willcox                                    |  |  |  |  |  |  |  |  |  |  |  |  |  |  |  |
|  |                                                  |  |  |  |  |  |  |  |  |  |  |  |  |  |  |  |
|  |                                                  |  |  |  |  |  |  |  |  |  |  |  |  |  |  |  |
|  | Clarissa Willcox                                 |  |  |  |  |  |  |  |  |  |  |  |  |  |  |  |
|  |                                                  |  |  |  |  |  |  |  |  |  |  |  |  |  |  |  |
|  |                                                  |  |  |  |  |  |  |  |  |  |  |  |  |  |  |  |
|  | Anna Baker                                       |  |  |  |  |  |  |  |  |  |  |  |  |  |  |  |
|  |                                                  |  |  |  |  |  |  |  |  |  |  |  |  |  |  |  |
|  |                                                  |  |  |  |  |  |  |  |  |  |  |  |  |  |  |  |